# Macrobunus backhauseni
Espèce
Synonymes
- Myro backhauseni Simon, 1896
- Macrobunus spinifer Tullgren, 1901

Macrobunus backhauseni est une espèce d'araignées aranéomorphes de la famille des Macrobunidae.

## Distribution
Cette espèce se rencontre en Argentine et au Chili.

## Description
Le mâle syntype mesure 6 mm et la femelle syntype 6,3 mm.

## Systématique et taxinomie
Cette espèce a été décrite sous le protonyme Myro backhauseni par Simon en 1896. Elle est placée dans le genre Myropsis par Simon en 1898. Myropsis Simon, 1898 étant préoccupé par Myropsis Stimpson, 1871, il a été remplacé par Macrobunus par Roewer en 1955.
Macrobunus spinifer a été placée en synonymie par Simon en 1902.

## Étymologie
Cette espèce est nommée en l'honneur de Carlos Backhausen.

## Publication originale
- Simon, 1896 : « Arachnides recueillis à la Terre-de-feu par M. Carlos Backhausen. (2e Mémoire). » Anales del Museo Nacional de Buenos Aires, sér. 2, vol. 2), no 5, p. 141-145 (texte intégral).